# Seguro
Un seguro o aseguración es un contrato, denominado póliza de seguro, por el que una Compañía de Seguros (el asegurador) se compromete, mediante el cobro de una prima y para el caso de que se produzca el evento cuyo riesgo es objeto de cobertura a indemnizar, dentro de los límites pactados, el daño producido al asegurado; bien a través de un capital, una renta, o a través de la prestación de un servicio. En este contrato intervienen: el asegurador, que siempre ha de ser una compañía de seguros, que es la entidad responsable de la cobertura en caso de siniestro; el asegurado, propietario de la póliza de seguro y responsable del pago de la prima correspondiente; y el beneficiario, que es la persona que cobrará la indemnización correspondiente en caso de siniestro. No siempre estas tres figuras han de ser la misma persona pudiendo ser todos distintos.
También puede existir una figura más, el agente de seguros, que es la persona que intermedia entre el asegurado y la compañía de seguros antes de la compra de la póliza de seguro, en el momento de la formalización (compra) y después de la compra (modificaciones que sean necesarias, tramitación de siniestros, etcétera). Por otra parte, también existen otras figuras más como lo son los comparadores de seguros que suelen ser plataformas en internet que emiten ofertas no vinculantes de seguros y que permiten una estimación de cuales podrían ser los precios del seguro. 
La cantidad de dinero que se cobra por el seguro se llama prima. La prima garantiza que el asegurador esté obligado a cumplir con las prestaciones que le ha prometido al tomador.
La gestión del riesgo, que es la práctica de la evaluación y control del mismo, se ha desarrollado como un campo discreto de estudio y práctica.
La transacción implica que el asegurado supone una pérdida relativamente pequeña y conocida en la forma de pago de una prima a la aseguradora a cambio de la garantía de la compañía de seguros para compensar (indemnizar) al asegurado en el caso de una pérdida financiera o comercial.
El asegurado recibe un contrato, denominado la póliza de seguro, que detalla las condiciones y circunstancias en las que el asegurado será compensado.

## Clasificación de seguros
Desde un punto de vista matemático, el seguro transforma los riesgos a los que están sometidos las personas en probabilidades soportables a través de una organización. El seguro se configura como una pieza básica de la actual estructura social. La institución del seguro tiene dos grandes manifestaciones en la sociedad:
- Seguridad social, que es un sistema obligatorio de cobertura, administrado por el Estado, dirigido a proporcionar protección y bienestar a los ciudadanos, que suele garantizar una prestación económica en caso de jubilación, incapacidad laboral, fallecimiento, desempleo, etc.
- Seguros privados, que cubren y protegen a las personas o entidades que lo contratan, pudiendo ser de suscripción obligatoria o voluntaria. Ejemplos de seguros privados son los seguros de robo o incendio de un inmueble o los seguros de automóviles o de accidentes de personas.

### Tipos de seguros privados

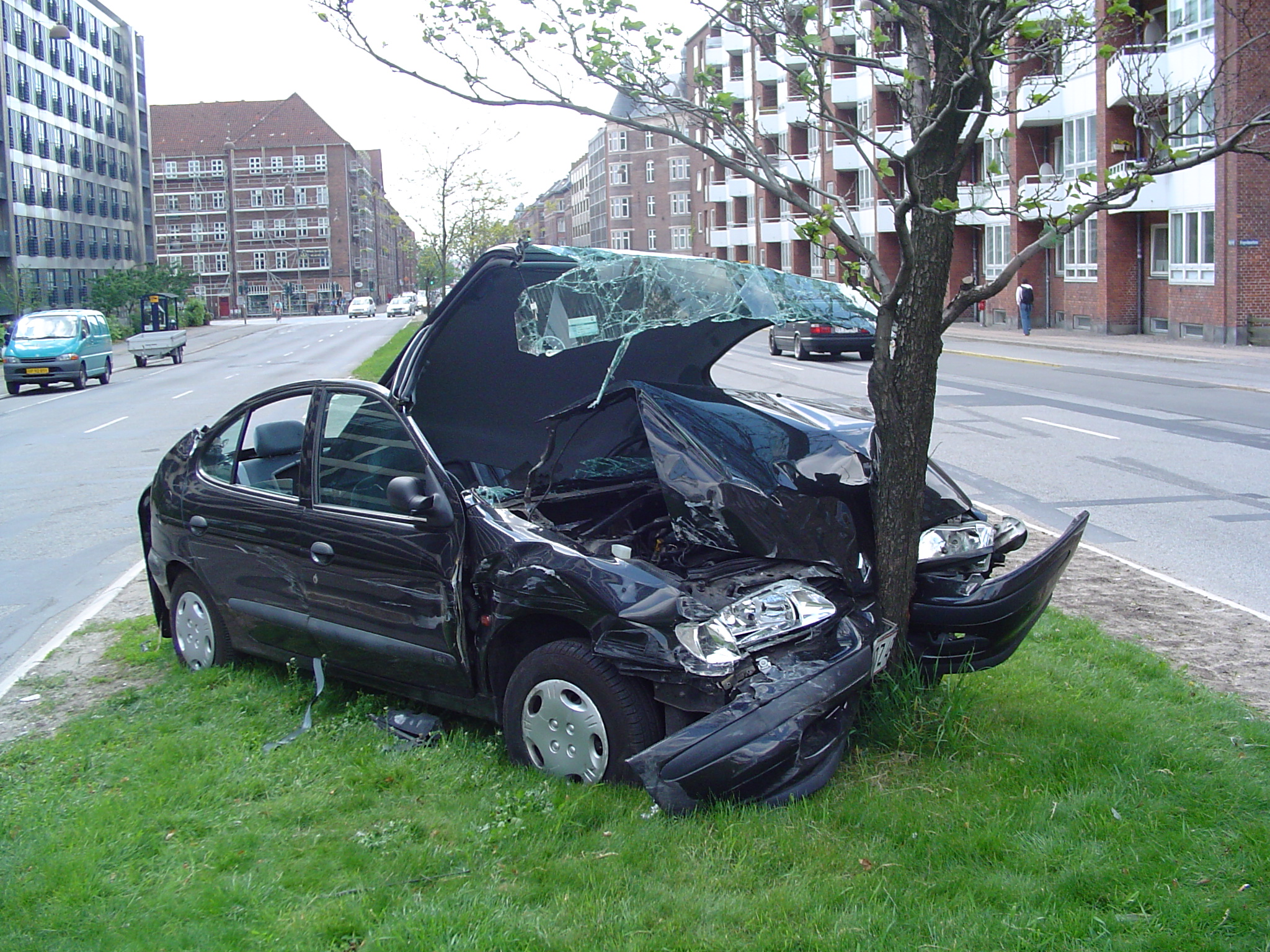
Un automóvil destrozado en Copenhague

Los seguros privados pueden estar clasificados como seguros personales, seguros patrimoniales o de daños y de servicios, aunque también son diferenciados como seguros de daños a personas y seguros contra daños materiales.
En los seguros que cubren daños a personas, si se refiere a los personales, la persona queda cubierta ante cualquier situación o imprevisto que le afecte. Estos abarcan los seguros de vida, los seguros médicos privados y accidentales, los cuales cubren al asegurado en caso de enfermedad y la integridad de la persona ante un accidente. Los seguros contra daños materiales cubren de manera parcial o total la pérdida patrimonial a causa de un siniestro o catástrofe, pudiendo ser seguros para el hogar, seguros contra robo, seguros para automóviles, seguros contra incendios y también de responsabilidad civil.

## Seguro solidario

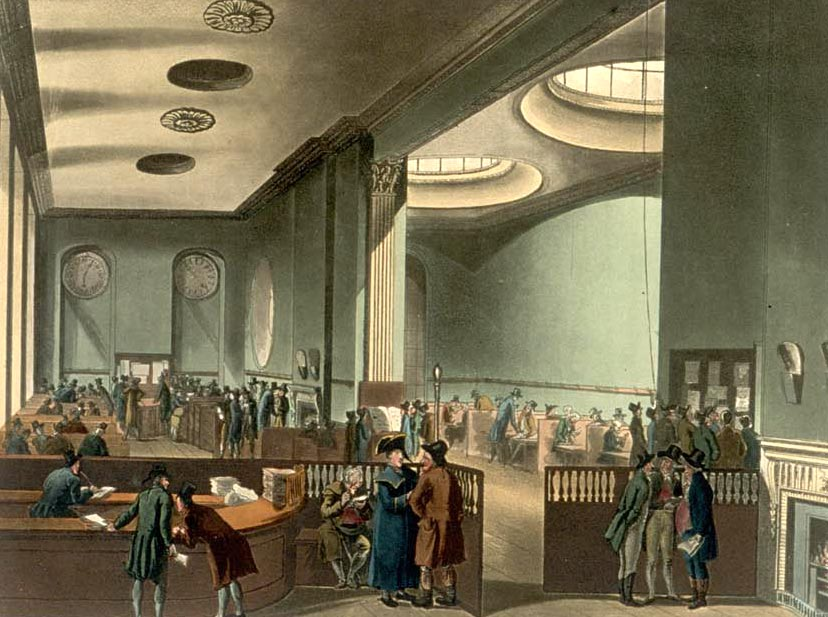
Sala de suscripciones de Lloyds en Londres, 1809.

Un seguro solidario es un seguro que tras su contratación se genera un donativo de un importe proporcional a la póliza. Este donativo es realizado por la compañía aseguradora, o en su defecto, por la correduría o agente de seguros. Suele existir una colaboración de estas entidades con diferentes ONG, asociaciones o fundaciones sin ánimo de lucro a los que se derivarán los donativos, presentando diferentes opciones de destino. El tomador del seguro será quien decida a dónde dirigir las donaciones generadas.

## Historia
La aparición y desarrollo del seguro va aparejado con la evolución de las distintas formas de organización social. En sus comienzos existía unas formas de seguro no monetarias sin bases técnicas ni jurídicas sino como un sentimiento de solidaridad ante el infortunio y como mecanismo de distribución de riesgos. Formas muy primitivas de seguro contra las malas cosechas, en la Antigüedad y la Edad Media, se daban mediante el almacenamiento de cereales en graneros de templos o de señores, ya que una de las funciones sociales que cumplían estos excedentes era su distribución o venta en tiempos de malas cosechas o penuria. De la misma forma los miembros de los gremios medievales que funcionaban a la manera de las Hermandades, tenían entre sus misiones el prestarse socorro mutuo en caso de enfermedad, incapacidad o muerte de ellos.
El primer sistema de aseguramiento propiamente dicho, conocido documentalmente, es el seguro marítimo que aparece en el Mediterráneo durante la Edad Media como consecuencia del desarrollo del comercio marítimo. Se trataba de una manifestación de seguro privado, con un afán de lucro de los aseguradores.
Un impulso importante al seguro aparece con el comercio de Indias tras el descubrimiento de América. La Casa de Contratación de Sevilla, creada en 1503, se encargaba de todo lo relacionado con el comercio y la navegación con el Nuevo Mundo, regulando todos los aspectos relacionados, también el de los seguros y riesgos asumidos por las embarcaciones.
 Mediante las Ordenanzas expedidas en Monzón en 1510, se modificó su reglamento, con diversas medidas para evitar el fraude en los seguros y para que estos fueran realmente efectivos. Por ello, se prohibieron los contratos verbales y también se prohibió que tanto la carga como los barcos se asegurasen por más de dos tercios de su valor. Así se consiguió que tanto el armador como el capitán tuviesen interés por llegar a buen puerto.
En 1543 se fundó el Consulado de Sevilla al que se traspasaría la competencia exclusiva sobre seguros. Es en esta época cuando se fija el seguro, no solo como una garantía que avala cualquier riesgo, sino también como una forma de financiación o impuesto que permitía funcionar a las Instituciones y sus principales cometidos. Así, en el Consulado de Sevilla, también llamado Consulado de Mercaderes, Casa Lonja o la Bolsa, estaban representados 
todos los tratantes con Indias, excluyendo a los extranjeros. Los ingresos del Consulado procedían de la avería o seguro marítimo, obligatorio para todo aquel que llevase más de un año mercadeando con las Indias o que hubiese cargado mercancías por más de 1000 ducados; lo que permitía sufragar la organización de una Armada para la defensa de los buques frente a los ataques de piratas y corsarios.
En los siglos XVII y XVIII surgen las primeras compañías de seguros en Inglaterra. La moderna sociedad industrial, basada en el individualismo y la reducción del entorno familiar, obliga a busca la protección mediante fórmulas legales contra los riesgos personales y patrimoniales derivados del progreso tecnológico.

## Aspectos macroeconómicos
Desde el punto de vista macroeconómico, la institución del seguro proporciona dos grandes aportaciones:
- Estímulo de la inversión. Según Kenneth Arrow, el desplazamiento del riesgo que supone el seguro es muy provechosa desde un punto de vista social ya que induce el emprendimiento de nuevas actividades económicas y puede afirmarse que en ausencia de actividad aseguradora, el volumen de inversión sería menor y en definitiva disminuiría la renta y el bienestar de la población.[2][5]
- Contribuye a evitar las desigualdades. El seguro evita los empobrecimientos extremos que tienen su causa en fallecimientos o siniestros, contribuyendo a una mayor equidad económica.

## El contrato de seguros
El contrato de seguro es aquel por el que el asegurador se obliga, mediante el cobro de una prima y para el caso de que se produzca el evento cuyo riesgo es objeto de cobertura a indemnizar, dentro de los límites pactados, el daño producido al asegurado o a satisfacer un capital, una renta u otras prestaciones convenidas.
El contratante o tomador del seguro, que puede coincidir o no con el asegurado, por su parte, se obliga a efectuar el pago de esa prima, a cambio de la cobertura otorgada por el asegurador, la cual le evita afrontar un perjuicio económico mayor, en caso de que el siniestro se produzca.

## Sector asegurador
Las empresas de seguros son intermediarios financieros desde el punto de vista económico y financiero. Este sector se diferencia de otros sectores económicos en que, para iniciar su actividad, necesita un capital fijo relativamente pequeño, puesto que no necesita realizar grandes inversiones en activos para ejercer su actividad y su capital circulante se lo anticipan sus propios clientes a cuenta del producto que ha de empezar a fabricar en ese momento (la seguridad). Por eso, teóricamente, sus necesidades técnicas de financiación son muy pequeñas. Por otra parte, el producto que comercializan, la seguridad, se garantiza a todos los clientes, aunque la entrega solo se efectúa a una parte de la clientela. El tiempo juega además a favor del asegurador, ya que el coste correspondiente (la siniestralidad) se reparte posponiéndose y dando lugar, entretanto, a un cúmulo de ahorro que forman las denominadas provisiones técnicas; por eso, desde un punto de vista financiero, el tomador de una póliza de seguros es un prestamista que proporciona un crédito al asegurador para que fabrique el producto (la seguridad), convirtiéndose de esta forma el asegurador en un mero inversor de los fondos no consumidos.
La actividad aseguradora, por su propia naturaleza, convierte en inversión a largo plazo lo que, en general, el contratante del seguro ni siquiera consideró ahorro. Sin embargo, se trata de un ahorro que desde el punto de vista financiero es muy estable y a largo plazo.
En la Unión Europea, así como en la mayoría de los países del mundo, las aseguradoras privadas están sometidas a un control y supervisión por parte de las autoridades administrativas, y para poder operar necesitan obtener una autorización especial, puesto que el seguro es un contrato en el que el asegurado paga la prima por adelantado, en tanto que la aseguradora le indemnizará a posteriori cuando ocurra el siniestro y por ello es de interés público que para entonces la aseguradora tenga capacidad financiera para hacerlo. Todo esto se hace bajo disposiciones de Derecho Administrativo que dictan las autoridades. En España este control de las aseguradoras privadas lo lleva el Ministerio de Hacienda y Competitividad a través de la Dirección General de Seguros y Fondos de Pensiones (DGSFP), en tanto que en la Unión Europea la supervisión la lleva la Autoridad Europea de Seguros y Pensiones de Jubilación -EIOPA- (European Insurance and Occupational Pensions Authority), con sede en Fráncfort (Alemania).

## Elementos de una operación de seguro
- el riesgo
- el objeto asegurado
- el interés asegurado
- la suma asegurada
- la prima de seguros
- el siniestro
- la indemnización

## Normativa

### Argentina
A través del Decreto n.º 108.295 del 21 de junio de 1937, se crea la Superintendencia de Seguros de la Nación en Argentina (SSN) con el objeto de regular y controlar la actividad aseguradora.

### España
El art. 149.11 de la Constitución Española otorga la competencia en la legislación básica de los seguros al Estado
En España, hasta el 31 de diciembre de 2015 el seguro se regía por el Real Decreto Legislativo 6/2004, de 29 de octubre, por el que se aprueba el texto refundido de la Ley de ordenación y supervisión de los seguros privados, siendo la Ley aplicable a partir del 1 de enero de 2016 la nueva Ley 20/2015 antes citada y por el Reglamento de Ordenación y Supervisión de los Seguros Privados, aprobado por el Real Decreto 2486/1998, de 20 de noviembre, el cual debería ser derogado y sustituido por uno nuevo, ya que este fue promulgado no para la Ley de 2004, sino para la ley anterior, la Ley 30/1995, del 8 de noviembre (BOE núm. 268, de 9.11.1995), es decir, es posible que, si no se promulga uno nuevo antes del 1 de enero de 2016, la Ley vigente en ese momento llegue a tener un Reglamento promulgado no para la ley anterior, que ya sería grave, sino para la anterior de la anterior. Los aspectos mercantiles del contrato de seguro se rigen por la Ley 50/1980, de 8 de octubre, de Contrato de Seguro, si bien hay que destacar que los preceptos de esta Ley, aunque tienen carácter imperativo, no prevalecen sobre lo que las partes hayan dispuesto en la póliza, ya que siempre son válidas las cláusulas contractuales que sean más beneficiosas para el asegurado.

#### Entidades aseguradoras
La Ley 20/2015, de 14 de julio, de ordenación, supervisión y solvencia de las entidades aseguradoras y reaseguradoras (BOE núm. 168, de 15 de julio de 2015) es la disposición que regula la forma en que debe hacerse a partir del 1 de enero de 2016 el control de las aseguradoras privadas por la Administración. A nivel de la Unión Europea esa supervisión viene regulada por la Directiva 2009/138/CE del Parlamento Europeo y del Consejo, de 25 de noviembre de 2009, sobre el acceso a la actividad de seguro y de reaseguro y su ejercicio (Solvencia II) (DOUE núm. L335, de 17 de diciembre de 2009).
En relación con las entidades aseguradoras, la ley indica que la actividad aseguradora únicamente podrá ser realizada por entidades privadas que adopten la forma de sociedad anónima, mutua, cooperativa (cooperativa de seguros) y mutualidad de previsión social. También podrán realizar la actividad aseguradora las entidades que adopten cualquier forma de Derecho público, siempre que tengan por objeto la realización de operaciones de seguro en condiciones equivalentes a las de las entidades aseguradoras privadas.
De acuerdo con el artículo 101 de la Ley 27/1999, de 16 de julio, de Cooperativas, son cooperativas de seguros las que ejerzan la actividad aseguradora, en los ramos y con los requisitos establecidos en la legislación del seguro y, con carácter supletorio, por la Ley de Cooperativas. A la hora de ver la legislación de cooperativas, conviene además mirar las disposiciones de las comunidades autónomas sobre la materia, pues se trata de una competencia transferida a ellas y la mayoría tiene promulgada su propia ley autonómica de cooperativas, como por ejemplo la promulgada por la comunidad autónoma de Cataluña, la Ley 12/2015, de 9 de julio, de cooperativas (BOE núm. 194, de 14 de agosto de 2015 y DOGC núm. 6914, de 16 de julio de 2015 y corrección de errores DOGC núm. 6917, de 21 de julio de 2015). Nuestras autoridades legislan sobre las cooperativas de seguros, tanto en las normas sobre cooperativas como en las normas sobres seguros, a pesar de que, como se demuestra en el trabajo de investigación "La competencia en la supervisión de los seguros privados" (Diario La Ley núm. 8103 de 12 de junio de 2013), no hay, ni ha habido, en España constituida ninguna cooperativa de seguros.
El acceso a la actividad aseguradora por parte de una entidad española está supeditado a la previa obtención de una autorización administrativa que se otorga por el ministro de Economía y Competitividad y se tramita ante la DGSFP.

#### Consejo General de los Colegios de Mediadores de Seguros
El Consejo General de los Colegios de Mediadores de Seguros es una corporación de derecho público que tiene como fin promover la defensa y representación de los agentes y corredores de seguros. Además de los cargos electos, está formado por un grupo de 15 profesionales, incluyendo el personal del Centro de Estudios, al servicio de la mediación. El Consejo representa la unión de 52 colegios, distribuidos por toda la geografía española, y ofrece una serie de servicios para facilitar su actividad profesional en diferentes ámbitos.
En total, según el censo publicado en la Memoria de 2014 agrupaba a 7618 mediadores (cerca de un 60 % de ellos, agentes, y el resto, corredores). Su labor incluye servicios de comunicación e información, asesoría y asistencia, documentación, formación, plataformas para facilitar la adaptación de los profesionales y empresas a diversos requisitos legales e incluso descuentos y trato preferencial para los colegiados en distintas empresas y entidades con las que los colegios y el Consejo mantienen convenios suscritos.

## Partes involucradas
El acto de asegurarse suele llevarse a cabo entre la persona que desea asegurarse (asegurado), y la entidad que le proporcionará el seguro (aseguradora). 
A pesar de lo simple que parezca la aseveración pasada, más de dos partes se ven involucradas en el contrato y el seguimiento de un seguro. A continuación, las trataremos:

### Póliza
Parte más importante de un seguro, ya que es el contrato entre ambas partes. Es el documento en el que constan los derechos y obligaciones de las partes. Debe haber sido aceptado por ambos y en él deben aparecer los datos personales del asegurado y de la compañía, la cantidad a pagar y cada cuanto se producirán los pagos, descripción del seguro en cuestión, desde cuándo y hasta cuándo está vigente la póliza, las coberturas que incluye el seguro y el beneficiario del seguro (quién es la persona que recibe la indemnización en el caso de que se den las condiciones establecidas).

### Asegurador
Entidad que asume la cobertura del riesgo del asegurado.

### Contratante
Persona que pacta y suscribe el contrato de seguro. Es el obligado a asumir las condiciones del contrato, especialmente la prima, es decir, es la persona que contrata el seguro y cuyo nombre figura en la póliza. Normalmente coincide con el asegurado, aunque en algunos casos puede no ser así, ya que puede ser que el seguro lo pague una persona pero el asegurado sea un familiar.

### Asegurado
Persona u objeto bajo el que recae el seguro. Mejor dicho, quien tiene la cobertura y, por tanto, quien está expuesta al riesgo. Es el titular del contrato de seguro.

### Beneficiario
Es la persona que es indemnizada en caso de que se den las condiciones previstas en la póliza contratada. Dependiendo del caso, tomador, asegurado y beneficiario pueden ser, o no, la misma persona. En un seguro de vida, por ejemplo, pueden llegar a ser tres personas diferentes.

### Mediadores (opcional)
Un mediador de seguros es un asesor que aconseja al cliente a la hora de contratar una póliza. Su deber es informarle de los diferentes precios existentes y de qué tipo de coberturas le convienen más. Existen varios tipos de mediadores: corredurías tradicionales y en línea, agentes de seguros, operadores de banca, etc.